# Keith Jarrett/Diskografie

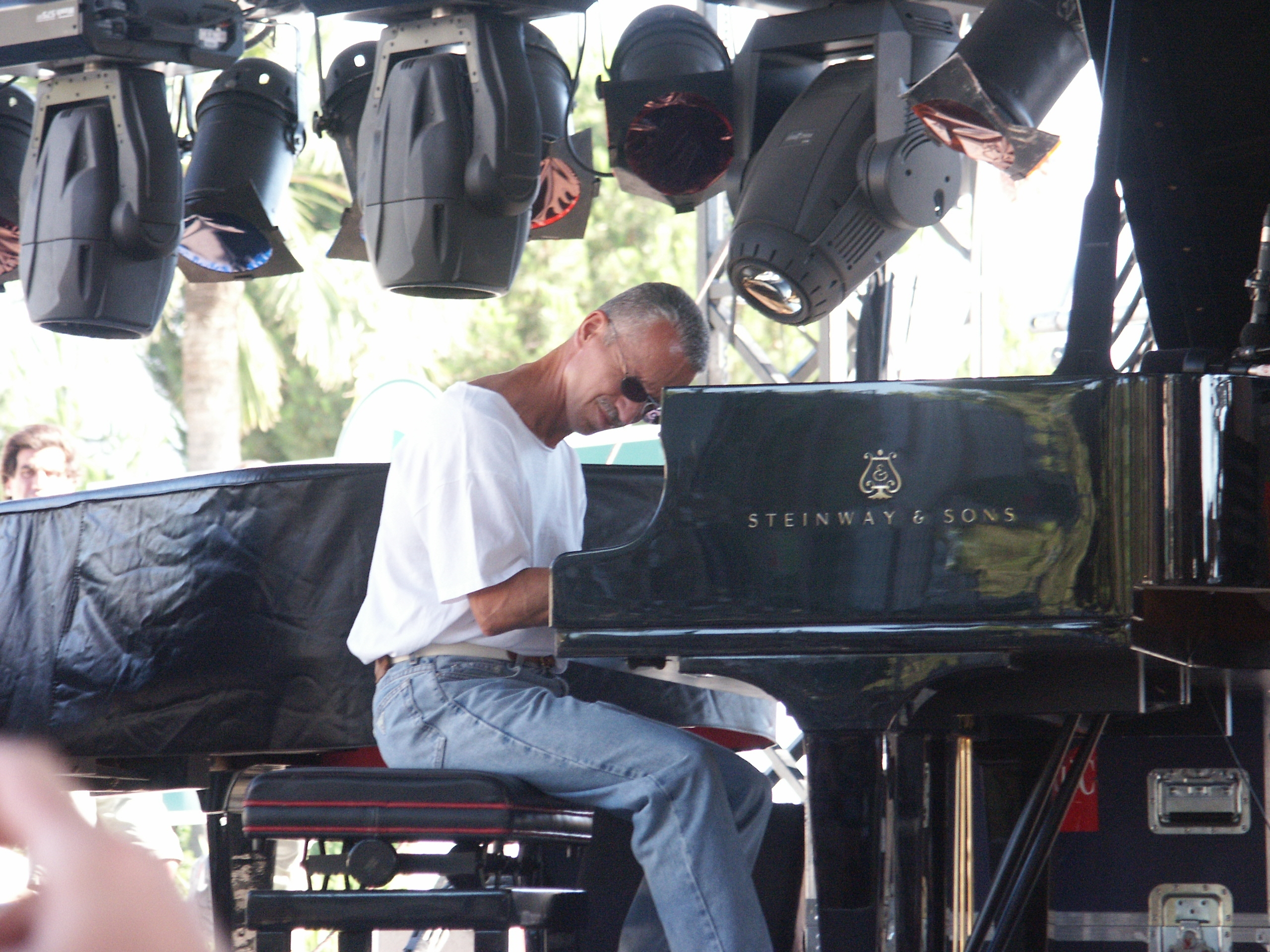
Keith Jarrett beim Festival Jazz à Juan, 2003

Diese Diskografie gibt eine Übersicht über die veröffentlichten Tonträger des US-amerikanischen Jazz- und Klassikpianisten, Bandleaders und Komponisten Keith Jarrett.

## Struktur
Die Diskografie ist systematisch aufgebaut entsprechend seiner Schaffensschwerpunkte und ist dabei jeweils chronologisch nach Aufnahmedatum geordnet. Wer an einem chronologischen Gesamtüberblick interessiert ist, sei neben der unten genannten Literatur auf den Keith Jarrett Catalog bei jazzdisco.org oder die Zusammenstellungen bei discogs.com verwiesen, die derzeit den detailliertesten Überblick über sein Werk liefern.
Im Abschnitt Jazz werden zunächst alle Jazz-Alben von Keith Jarrett aufgelistet, die er als Solist, Bandleader oder Co-Leader aufgenommen hat, startend mit den Soloimprovisationen als Pianist (insgesamt 25 Alben). Mit dem Album The Köln Concert erreichte er letztlich den größten Bekanntheitsgrad als Musiker; es erzielte auch den größten kommerziellen Erfolg. In der Systematik folgen seine wenigen Duo-Aufnahmen (insgesamt drei Alben), von denen besonders das Zusammenspiel mit Charlie Haden (Bass) auf den Alben Jasmine und Last Dance für Aufmerksamkeit und Chart-Platzierungen gesorgt hat. Anschließend sind seine Trio-Aufnahmen gelistet (insgesamt 27 Alben): zunächst die frühen Aufnahmen zusammen mit Charlie Haden (Bass) und Paul Motian (Schlagzeug), seinem „ersten amerikanischen Trio“ und anschließend die zahlreichen Aufnahmen zusammen mit Gary Peacock (Bass) und Jack DeJohnette (Schlagzeug), dem „zweiten amerikanischen bzw. Standard Trio“. Mit den beiden letztgenannten Musikern interpretiert Keith Jarrett seit mehr als dreißig Jahren bekannte und weniger bekannte Jazz-Standards. Es folgen seine Quartettaufnahmen (insgesamt 20 Alben, dabei sind auch Alben eingerechnet, die Aufnahmen verschiedener Interpreten sammeln): zum einen die Aufnahmen mit Dewey Redman (Saxophon), Charlie Haden (Bass) und Paul Motian (Schlagzeug) im sog. amerikanischen Quartett (das häufig um einen Perkussionisten zum Quintett erweitert war), zum anderen die Aufnahmen mit Jan Garbarek (Saxophon), Palle Danielson (Bass) und Jon Christensen (Schlagzeug) im „europäischen Quartett“. Weitere Jazzalben, die Keith Jarrett als Bandleader oder Co-Leader aufgenommen hat, sind in der Rubrik Sonstige Alben als Bandleader aufgeführt (insgesamt vier Alben, darunter auch das Album Expectations, das seinen Durchbruch in Nordamerika beförderte).
Es folgen alle Musikalben, bei denen Keith Jarrett als Sideman tätig war (insgesamt 43 Alben unter 14 Bandleadern). Beachtenswert sind dabei insbesondere die frühen Werke im Zusammenspiel mit Art Blakey, Charles Lloyd und Miles Davis aus Keith Jarretts „Lehrzeit“ sowie die Werke, in denen er als Sideman seinen Musikerkollegen Charlie Haden, Paul Motian und Gary Peacock zur Verfügung stand. Der Vollständigkeit halber sind im Abschnitt Jazz auch alle Singles/EPs (insgesamt 14 Singles/EPs) und Kompilationen genannt (insgesamt 31 Kompilationen).
Im Abschnitt Klassik sind zunächst alle eigenen komponierten Werke von Keith Jarrett gelistet (insgesamt sieben Alben), gefolgt von seinen Interpretationen anderer klassischer und zeitgenössischer Komponisten (insgesamt 18 Alben). Abschließend werden in der „Filmografie“ alle verfügbaren Videoaufnahmen, DVDs und Filmaufnahmen von und über Keith Jarrett dokumentiert (insgesamt 20 Aufnahmen), unterteilt nach den Sparten Musikvideos und Filmdokumentationen.

## Diskografie

### Jazz

#### Alben als Solist, Bandleader oder Co-Leader

##### Solo-Alben
| Aufnahme | Titel                                                   | Anmerkungen | Musiklabel |
| -------- | ------------------------------------------------------- | --- | ---------- |
| 1971     | Facing You                                              | Solo Piano; veröffentlicht 1972 | ECM        |
| 1973     | Solo Concerts: Bremen/Lausanne                          | Solo Piano; Live-Aufnahmen aus der Salle de Spectacles d’Epalinges, Lausanne am 20. März 1973 und dem Kleinen Sendesaal, Bremen am 12. Juli 1973; veröffentlicht 1973 | ECM        |
| 1975     | The Köln Concert                                        | Solo Piano; Live-Aufnahme aus der Oper Köln am 24. Januar 1975; veröffentlicht 1975 | ECM        |
| 1975     | Live at the Skinner Hall, Vassar College, NY 13 Feb ‘75 | Solo Piano; Live-Aufnahme aus der Skinner Hall, Vassar College, New York City am 13. Februar 1975; veröffentlicht 2017 (Bootleg) | KJM        |
| 1976     | Staircase                                               | Solo Piano; veröffentlicht 1977 | ECM        |
| 1976     | Spheres                                                 | Solo Orgel | ECM        |
| 1976     | Hymns/Spheres                                           | Solo Orgel; veröffentlicht 1976 | ECM        |
| 1976     | Sun Bear Concerts                                       | Solo Piano; Live-Aufnahmen aus der Kyotokaikan Hall, Kyoto am 5. November 1976, der Osaka Sankei Hall, Osaka am 8. November 1976, der Aichibunkado, Nagoya am 12. November 1976, der Nakano Sun Plaza Hall, Tokio am 14. November 1976 und der Koseinenkin Hall, Sapporo am 18. November 1976; veröffentlicht 1978                                     | ECM        |
| 1979     | Invocations/The Moth and the Flame                      | Orgel und Sopransaxophon beim Titel „Invocations“, Piano beim Titel „The Moth and the Flame“ | ECM        |
| 1981     | Concerts (Bregenz)                                      | Solo Piano; Live-Aufnahme aus dem Festspielhaus, Bregenz am 28. Mai 1981 | ECM        |
| 1981     | Concerts (Bregenz/München)                              | Solo Piano; Live-Aufnahmen aus dem Festspielhaus, Bregenz am 28. Mai 1981 und dem Herkulessaal, München am 2. Juni 1981; veröffentlicht 1981 | ECM        |
| 1985     | Spirits                                                 | Solo – auf verschiedenen Instrumenten (Flöten, Blockflöten, Sopransaxophon, Klavier, Gitarre und weitere); veröffentlicht 1985 | ECM        |
| 1986     | Book of Ways                                            | Solo Clavichord; veröffentlicht 1987 | ECM        |
| 1986     | No End                                                  | Solo – auf mehreren Instrumenten (Piano, E-Gitarre, E-Bass, Blockflöte, Schlagzeug, Perkussion und Gesang), die durch Overdubbing zusammen gemischt wurden; veröffentlicht 2013 | ECM        |
| 1987     | Dark Intervals                                          | Solo Piano; Live-Aufnahme aus der Suntory Hall, Tokio am 11. April 1987; veröffentlicht 1988 | ECM        |
| 1988     | Paris Concert                                           | Solo Piano; Live-Aufnahme aus dem Salle Pleyel, Paris am 17. Oktober 1988; veröffentlicht 1990 | ECM        |
| 1991     | Vienna Concert                                          | Solo Piano; Live-Aufnahme aus der Staatsoper Wien am 13. Juli 1991; veröffentlicht 1992 | ECM        |
| 1995     | La Scala                                                | Solo Piano; Live-Aufnahme aus dem Teatro alla Scala, Mailand am 13. Februar 1995; veröffentlicht 1997 | ECM        |
| 1996     | A Multitude of Angels                                   | Solo Piano; Live-Aufnahmen von Konzerten im Teatro Comunale, Modena, im Teatro Comunale, Ferrara, im Teatro Regio, Turin und im Teatro Carlo Felice, Genua im Oktober 1996; veröffentlicht 2016 | ECM        |
| 1998     | The Melody at Night, with You                           | Solo Piano; veröffentlicht 1999 | ECM        |
| 2002     | Radiance                                                | Solo Piano; Live-Aufnahmen aus Osaka am 27. Oktober 2002 und Tokio am 30. Oktober 2002; veröffentlicht 2005 | ECM        |
| 2005     | The Carnegie Hall Concert                               | Solo Piano; Live-Aufnahme aus dem Isaac Stern Auditorium, Carnegie Hall, New York am 26. September 2005; veröffentlicht 2006 | ECM        |
| 2006     | La Fenice                                               | Livemitschnitt aus dem Gran Teatro La Fenice, Venedig vom 19. Juli 2006; veröffentlicht 2018 | ECM        |
| 2008     | Paris / London – Testament                              | Solo Piano; Live-Aufnahmen aus dem Salle Pleyel, Paris am 26. November 2008 und der Royal Festival Hall, London am 1. Dezember 2008; veröffentlicht 2009 | ECM        |
| 2011     | Rio                                                     | Solo Piano; Live-Aufnahme aus dem Theatre Municipal, Rio de Janeiro am 9. April 2011; veröffentlicht 2011 | ECM        |
| 2014     | Creation                                                | Live – Solo Piano (Mitschnitte aus Konzerten des Jahres 2014 in der Bunkamura Orchard Hall, Tokio am 30. April 2014 und am 6. Mai 2014, der Kioi Hall, Tokio am 9. Mai 2014, der Roy Thomson Hall, Toronto am 25. Juni 2014, dem Salle Pleyel, Paris am 4. Juli 2014 und dem Auditorium Parco Della Musica, Rom am 11. Juli 2014); veröffentlicht 2015 | ECM        |
| 2016     | Munich 2016                                             | Solo Piano; Live-Aufnahme aus der Philharmonie, München am 16. Juli 2016; veröffentlicht 2019 | ECM        |
| 2016     | Budapest Concert                                        | Solo Piano (Mitschnitt aus dem Konzert am 3. Juli 2016 in der Béla Bartók National Concert Hall, Budapest); veröffentlicht 30. Oktober 2020 | ECM        |
| 2016     | Bordeaux Concert                                        | Solo Piano (Mitschnitt aus dem Konzert am 6. Juli 2016 in der Opéra National von Bordeaux); veröffentlicht 30. September 2022 | ECM        |
| 2016     | New Vienna                                              | Solo Piano, Mitschnitt des Konzerts am 9. Juli 2016 im Wiener Musikverein, veröffentlicht am 30. Mai 2025 | ECM        |

##### Duo-Alben
| Aufnahme | Titel           | Anmerkungen                                                                                        | Musiklabel |
| -------- | --------------- | -------------------------------------------------------------------------------------------------- | ---------- |
| 1971     | Ruta and Daitya | Keith Jarrett (Piano, E-Piano, Orgel, Flöte) mit Jack DeJohnette (Schlagzeug), veröffentlicht 1973 | ECM        |
| 2007     | Jasmine         | Keith Jarrett (Piano) mit Charlie Haden (Bass), veröffentlicht 2010                                | ECM        |
| 2007     | Last Dance      | Keith Jarrett (Piano) mit Charlie Haden (Bass), veröffentlicht 2014                                | ECM        |

##### Trio-Alben
| Aufnahme | Titel                                        | Anmerkungen | Musiklabel             |
| -------- | -------------------------------------------- | --- | ---------------------- |
| 1967     | Life Between the Exit Signs                  | Keith Jarrett (Piano) mit Charlie Haden (Bass) und Paul Motian (Schlagzeug); veröffentlicht 1968 | Vortex (Atlantic)      |
| 1968     | Somewhere Before                             | Keith Jarrett (Piano) mit Charlie Haden (Bass) und Paul Motian (Schlagzeug); Live-Aufnahme aus Shelly’s Manne-Hole, Hollywood; veröffentlicht 1969 | Vortex (Atlantic)      |
| 1971     | The Mourning of a Star                       | Keith Jarrett (Piano, Tenor-Blockflöte, Sopransaxophon, Perkussion) mit Charlie Haden (Bass, Perkussion) und Paul Motian (Schlagzeug, Perkussion); veröffentlicht 1971                                                                                       | Atlantic               |
| 1972     | Keith Jarrett Trio – Live in Hamburg 1972    | Keith Jarrett (Piano, Flöte) mit Charlie Haden (Bass) und Paul Motian (Schlagzeug); Live-Aufnahme aus dem Funkhaus Hamburg, 14. Juni 1972 | Jazz Lips              |
| 1972     | NDR Jazz Workshop                            | Keith Jarrett (Piano, Flöte) mit Charlie Haden (Bass) und Paul Motian (Schlagzeug); Live-Aufnahme aus dem Funkhaus Hamburg, 14. Juni 1972 | Norddeutscher Rundfunk |
| 1972     | Hamburg ’72                                  | Keith Jarrett (Klavier, Flöte, Perkussion, Sopransaxophon) mit Charlie Haden (Bass) und Paul Motian (Schlagzeug); Live-Aufnahme aus dem Funkhaus Hamburg, 14. Juni 1972; veröffentlicht 2014                                                                 | ECM                    |
| 1983     | Standards, Vol. 1                            | Standards Trio: Keith Jarrett (Piano) mit Gary Peacock (Bass) und Jack DeJohnette (Schlagzeug); veröffentlicht 1983 | ECM                    |
| 1983     | Changes                                      | Standards Trio: Keith Jarrett (Piano) mit Gary Peacock (Bass) und Jack DeJohnette (Schlagzeug); veröffentlicht 1984 | ECM                    |
| 1983     | Standards, Vol. 2                            | Standards Trio: Keith Jarrett (Piano) mit Gary Peacock (Bass) und Jack DeJohnette (Schlagzeug); veröffentlicht 1985 | ECM                    |
| 1985     | Standards Live                               | Standards Trio: Keith Jarrett (Piano) mit Gary Peacock (Bass) und Jack DeJohnette (Schlagzeug); Live-Aufnahme aus dem Palais des Congrès, Paris am 2. Juli 1985; veröffentlicht 1987                                                                         | ECM                    |
| 1986     | Still Live                                   | Standards Trio: Keith Jarrett (Piano) mit Gary Peacock (Bass) und Jack DeJohnette (Schlagzeug); Live-Aufnahme aus der Philharmonie München am 13. Juli 1986; veröffentlicht 1986                                                                             | ECM                    |
| 1987     | Changeless                                   | Standards Trio: Keith Jarrett (Piano) mit Gary Peacock (Bass) und Jack DeJohnette (Schlagzeug); Live-Aufnahmen aus Denver am 14. Oktober 1987, Dallas am 11. Oktober 1987, Lexington am 9. Oktober 1987 und Houston am 12. Oktober 1987; veröffentlicht 1989 | ECM                    |
| 1989     | Standards in Norway                          | Standards Trio: Keith Jarrett (Piano) mit Gary Peacock (Bass) und Jack DeJohnette (Schlagzeug); Live-Aufnahme aus dem Konserthus, Oslo am 7. Oktober 1989; veröffentlicht 1989                                                                               | ECM                    |
| 1989     | Tribute                                      | Standards Trio: Keith Jarrett (Piano) mit Gary Peacock (Bass) und Jack DeJohnette (Schlagzeug); Live-Aufnahme aus der Philharmonie Köln am 15. Oktober 1989; veröffentlicht 1989                                                                             | ECM                    |
| 1990     | The Cure                                     | Standards Trio: Keith Jarrett (Piano) mit Gary Peacock (Bass) und Jack DeJohnette (Schlagzeug); Liveaufnahme aus der Town Hall, New York am 21. April 1990; veröffentlicht 1991                                                                              | ECM                    |
| 1991     | Bye Bye Blackbird                            | Standards Trio: Keith Jarrett (Piano) mit Gary Peacock (Bass) und Jack DeJohnette (Schlagzeug); veröffentlicht 1993 | ECM                    |
| 1992     | At the Deer Head Inn                         | Keith Jarrett (Klavier) mit Gary Peacock (Bass) und Paul Motian (Schlagzeug); Live-Aufnahme aus dem Deer Head Inn, Allentown am 16. September 1992; veröffentlicht 1994                                                                                      | ECM                    |
| 1992     | The Old Country: More from the Deer Head Inn | Trio mit Gary Peacock und Paul Motian, veröffentlicht 2024 | ECM                    |
| 1994     | At the Blue Note – The Complete Recordings   | Standards Trio: Keith Jarrett (Piano) mit Gary Peacock (Bass) und Jack DeJohnette (Schlagzeug); Live-Aufnahme aus dem Blue Note, New York am 3., 4. und 5. Juni 1994; veröffentlicht 1995                                                                    | ECM                    |
| 1996     | Tokyo ’96                                    | Standards Trio: Keith Jarrett (Piano) mit Gary Peacock (Bass) und Jack DeJohnette (Schlagzeug); Live-Aufnahme aus der Bunkamura Orchard Hall, Tokio am 30. März 1996; veröffentlicht 1998                                                                    | ECM                    |
| 1998     | After the Fall                               | Standards Trio: Keith Jarrett (Piano) mit Gary Peacock (Bass) und Jack DeJohnette (Schlagzeug); Live-Aufnahme aus Newark, New Jersey im November 1998; veröffentlicht 2018                                                                                   | ECM                    |
| 1999     | Whisper Not                                  | Standards Trio: Keith Jarrett (Piano) mit Gary Peacock (Bass) und Jack DeJohnette (Schlagzeug); Live-Aufnahme aus dem Palais des Congrès, Paris am 5. Juli 1999; veröffentlicht 2000                                                                         | ECM                    |
| 2000     | Inside Out                                   | Standards Trio: Keith Jarrett (Piano) mit Gary Peacock (Bass) und Jack DeJohnette (Schlagzeug); Live-Aufnahme aus der Royal Festival Hall, London am 26. und 28. Juli 2000; veröffentlicht 2001                                                              | ECM                    |
| 2001     | Always Let Me Go                             | Standards Trio: Keith Jarrett (Piano) mit Gary Peacock (Bass) und Jack DeJohnette (Schlagzeug); Live-Aufnahme aus der Orchard Hall und Bunka Kaiman, Tokio, April 2001; veröffentlicht 2002                                                                  | ECM                    |
| 2001     | Yesterdays                                   | Standards Trio: Keith Jarrett (Piano) mit Gary Peacock (Bass) und Jack DeJohnette (Schlagzeug); Live-Aufnahme aus der Metropolitan Festival Hall, Tokio, April 2001; veröffentlicht 2009                                                                     | ECM                    |
| 2001     | My Foolish Heart                             | Standards Trio: Keith Jarrett (Piano) mit Gary Peacock (Bass) und Jack DeJohnette (Schlagzeug); Live-Aufnahme vom Montreux Jazz Festival, Montreux am 22. Juli 2001; veröffentlicht 2007                                                                     | ECM                    |
| 2001     | The Out-of-Towners                           | Standards Trio: Keith Jarrett (Piano) mit Gary Peacock (Bass) und Jack DeJohnette (Schlagzeug); Live-Aufnahme aus der Staatsoper München am 28. Juli 2001; veröffentlicht 2004                                                                               | ECM                    |
| 2002     | Up for It                                    | Standards Trio: Keith Jarrett (Piano) mit Gary Peacock (Bass) und Jack DeJohnette (Schlagzeug); Live-Aufnahme vom 42nd Juan-les-Pins Jazz Festival, Antibes am 16. Juli 2002; veröffentlicht 2003                                                            | ECM                    |
| 2009     | Somewhere                                    | Standards Trio: Keith Jarrett (Piano) mit Gary Peacock (Bass) und Jack DeJohnette (Schlagzeug); Live-Aufnahme aus der „KKL Luzern Concert Hall“, Luzern am 11. Juli 2009; veröffentlicht 2013                                                                | ECM                    |

##### Quartett- bzw. Quintett-Alben
| Aufnahme | Titel                                     | Anmerkungen | Musiklabel             |
| -------- | ----------------------------------------- | --- | ---------------------- |
| 1971     | Birth                                     | Amerikanisches Quartett: Keith Jarrett (Piano, Sopransaxophon, Steel Drums, Blockflöte, Gesang, Banjo) mit Dewey Redman (Tenorsaxophon, Musette, Klarinette, Gesang, Perkussion), Charlie Haden (Bass, Steel Drums, Conga) und Paul Motian (Schlagzeug, Steel Drums, Glocken, Perkussion); veröffentlicht 1971                          | Atlantic               |
| 1971     | El Juicio (The Judgement)                 | Amerikanisches Quartett: Keith Jarrett (Piano, Sopransaxophon, Flöte, Steel Drums, Perkussion) mit Dewey Redman (Tenorsaxophon, Steel Drums, Perkussion), Charlie Haden (Bass, Steel Drums, Perkussion) und Paul Motian (Schlagzeug, Steel Drums, Perkussion); veröffentlicht 1975                                                      | Atlantic               |
| 1973     | Fort Yawuh                                | Amerikanisches Quartett: Keith Jarrett (Piano, Sopransaxophon, Perkussion) mit Dewey Redman (Tenorsaxophon, Perkussion, Musette, Klarinette), Charlie Haden (Bass) und Paul Motian (Schlagzeug, Perkussion) sowie Danny Johnson (Perkussion); Live-Aufnahme aus dem Village Vanguard, New York am 24. Februar 1973; veröffentlicht 1973 | Impulse!               |
| 1973     | Various Artists – Impulse Artists on Tour | Keith Jarrett (Piano, Perkussion, Sopransaxophon) mit Dewey Redman (Tenorsaxophon, Perkussion, Musette, Klarinette), Charlie Haden (Bass), Paul Motian (Schlagzeug, Perkussion) und Danny Johnson (Perkussion); Kompilation: Nur ein von fünf Titeln mit Jarrett; Live-Aufnahme aus dem Village Vanguard, New York am 24. Februar 1973  | Impulse!               |
| 1974     | Treasure Island                           | Amerikanisches Quartett: Keith Jarrett (Piano) mit Dewey Redman (Tenorsaxophon, Tamburin), Charlie Haden (Bass) und Paul Motian (Schlagzeug, Perkussion) sowie Danny Johnson (Perkussion), Sam Brown (E-Gitarre) und Guilherme Franco (Perkussion); veröffentlicht 1974                                                                 | Impulse!               |
| 1974     | NDR Jazz Workshop ’74                     | Europäisches Quartett: Keith Jarrett (Piano) mit Jan Garbarek (Sopransaxophon), Palle Danielson (Bass) und Jon Christensen (Schlagzeug); Kompilation; nur ein Titel („The Windup“) mit Jarrett; Live-Aufnahme vom 18. April 1974 aus dem Funkhaus Hannover                                                                              | Norddeutscher Rundfunk |
| 1974     | Belonging                                 | Europäisches Quartett mit Jan Garbarek (Tenor- und Sopransaxophon), Palle Danielson (Bass) und Jon Christensen (Schlagzeug); veröffentlicht 1974 | ECM                    |
| 1974     | Backhand                                  | Amerikanisches Quartett: Keith Jarrett (Piano, Flöte, Osi Drums) mit Dewey Redman (Tenorsaxophon, Musette, Maracas), Charlie Haden (Bass) und Paul Motian (Schlagzeug, Perkussion) sowie Guilherme Franco (Perkussion); veröffentlicht 1974                                                                                             | Impulse!               |
| 1974     | Death and the Flower                      | Amerikanisches Quartett: Keith Jarrett (Piano, Perkussion, Flöte, Sopransaxophon) mit Dewey Redman (Tenorsaxophon, Musette, Perkussion), Charlie Haden (Bass) und Paul Motian (Schlagzeug, Perkussion) sowie Guilherme Franco (Perkussion); veröffentlicht 1975                                                                         | Impulse!               |
| 1975     | Mysteries                                 | Amerikanisches Quartett: Keith Jarrett (Piano, Flöte, Perkussion) mit Dewey Redman (Tenorsaxophon, Maracas, Tamburin, Musette), Charlie Haden (Bass) und Paul Motian (Schlagzeug, Perkussion) sowie Guilherme Franco (Perkussion); veröffentlicht 1976                                                                                  | Impulse!               |
| 1975     | Shades                                    | Amerikanisches Quartett: Keith Jarrett (Piano, Perkussion) mit Dewey Redman (Tenorsaxophon, Maracas, Tamburin), Charlie Haden (Bass) und Paul Motian (Schlagzeug, Perkussion) sowie Guilherme Franco (Perkussion); veröffentlicht 1976                                                                                                  | Impulse!               |
| 1976     | The Survivors’ Suite                      | Amerikanisches Quartett: Keith Jarrett (Piano, Sopransaxophon, Bass-Blockflöte, Celesta, Ost Drums) mit Dewey Redman (Tenorsaxophon, Perkussion), Charlie Haden (Bass) und Paul Motian (Schlagzeug, Perkussion); veröffentlicht 1977 | ECM                    |
| 1976     | Eyes of the Heart                         | Amerikanisches Quartett: Keith Jarrett (Piano, Sopransaxophon, Ost Drums, Tamburin) mit Dewey Redman (Tenorsaxophon, Tamburin, Maracas), Charlie Haden (Bass) und Paul Motian (Schlagzeug, Perkussion); Liveaufnahme aus dem Theater Am Kornmarkt, Bregenz im Mai 1976; veröffentlicht 1979                                             | ECM                    |
| 1976     | Byablue                                   | Amerikanisches Quartett: Keith Jarrett (Piano, Sopransaxophon, Perkussion) mit Dewey Redman (Tenorsaxophon, Musette), Charlie Haden (Bass) und Paul Motian (Schlagzeug, Perkussion); veröffentlicht 1977 | Impulse!               |
| 1976     | Bop-Be                                    | Amerikanisches Quartett: Keith Jarrett (Piano, Sopransaxophon, Perkussion) mit Dewey Redman (Tenorsaxophon, Musette), Charlie Haden (Bass) und Paul Motian (Schlagzeug, Perkussion); veröffentlicht 1977 | Impulse!               |
| 1977     | My Song                                   | Europäisches Quartett: Keith Jarrett (Piano) mit Jan Garbarek (Tenor- und Sopransaxophon), Palle Danielson (Bass) und Jon Christensen (Schlagzeug); veröffentlicht 1978 | ECM                    |
| 1979     | Sleeper                                   | Europäisches Quartett: Keith Jarrett (Piano, Perkussion) mit Jan Garbarek (Tenor- und Sopransaxophon, Flöte), Palle Danielson (Bass) und Jon Christensen (Schlagzeug); Liveaufnahme aus der Nakano Sun Plaza Hall, Tokio 16. April 1979; veröffentlicht 2012                                                                            | ECM                    |
| 1979     | Personal Mountains                        | Europäisches Quartett: Keith Jarrett (Piano, Perkussion) mit Jan Garbarek (Tenor- und Sopransaxophon), Palle Danielson (Bass) und Jon Christensen (Schlagzeug); Liveaufnahme aus der Nakano Sun Plaza Hall, Tokio im April 1979; veröffentlicht 1989                                                                                    | ECM                    |
| 1979     | Nude Ants                                 | Europäisches Quartett: Keith Jarrett (Piano, Perkussion) mit Jan Garbarek (Tenor- und Sopransaxophon), Palle Danielson (Bass) und Jon Christensen (Schlagzeug, Perkussion); Liveaufnahme aus dem Village Vanguard, New York im Mai 1979; veröffentlicht 1979                                                                            | ECM                    |

##### Sonstige Alben als Bandleader
| Aufnahme | Titel                       | Anmerkungen | Musiklabel        |
| -------- | --------------------------- | --- | ----------------- |
| 1968     | Restoration Ruin            | Solo auf unterschiedlichen Musikinstrumenten (Piano, Gesang, Gitarre, Banjo, Harmonika, Cello, Sopransaxophon, Blockflöte, Orgel, Elektrischer Bass, Schlagzeug, Bongos, Tamburin, Perkussion; allerdings auf drei Titeln mit Streichquartett-Begleitung); veröffentlicht 1968 | Vortex (Atlantic) |
| 1970     | Gary Burton & Keith Jarrett | Quintet mit Keith Jarrett (Piano, E-Piano, Sopransaxophon), Gary Burton (Vibraphon), Sam Brown (E-Gitarre), Steve Swallow (Bass) und Bill Goodwin (Schlagzeug); veröffentlicht 1971                                                                                            | Atlantic          |
| 1972     | Expectations                | Trio: Keith Jarrett (Piano, Sopransaxophon) mit Charlie Haden (Bass) und Paul Motian (Schlagzeug) sowie Dewey Redman (Tenorsaxophon), Sam Brown (E-Gitarre), Airto Moreira (Perkussion) und ein Orchester aus Streichern und Blechbläsern; veröffentlicht 1972                 | Columbia          |

#### Alben als Sideman bei

##### Don Jacoby and the College All-Stars
| Aufnahme | Titel              | Anmerkungen | Musiklabel |
| -------- | ------------------ | --- | ---------- |
| 1962     | Swinging Big Sound | Don Jacoby (Bandleader, Trompete), Al Beutel (Altsaxophon), John Giordano (Altsaxophon), Jerry Keys (Altsaxophon, Baritonsaxophon), Toby Guyn (Bass), John Von Ohlen (Schlagzeug), Don Gilliand (Gitarre), Keith Jarrett (Piano), Bob Pierson (Tenorsaxophon), Don Melka (Tenorsaxophon), Dee Barton (Posaune), Willie Barton (Posaune), Loren William Binford (Posaune), Dave Wheeler (Posaune), Gary Slavo (Trompete), Tom Wirtel (Trompete), Bob Crull (Trompete) und Chris Witherspoon (Trompete) | Decca      |

##### Art Blakey und den Jazz Messengers
| Aufnahme | Titel           | Anmerkungen | Musiklabel        |
| -------- | --------------- | --- | ----------------- |
| 1966     | Buttercorn Lady | Die Jazz Messengers mit Art Blakey (Schlagzeug), Chuck Mangione (Trompete), Frank Mitchell (Tenorsaxophon), Keith Jarrett (Piano) und Reggie Johnson (Bass) | Limelight Records |

##### Charles Lloyd
| Aufnahme | Titel                                                                                             | Anmerkungen | Musiklabel                   |
| -------- | ------------------------------------------------------------------------------------------------- | --- | ---------------------------- |
| 1966     | Dream Weaver                                                                                      | Charles Lloyd (Tenorsaxophon, Flöte) mit Keith Jarrett (Piano), Cecil McBee (Bass) und Jack DeJohnette (Schlagzeug); Studioaufnahme am 29. März 1966 (New York) | Atlantic                     |
| 1966     | Various Artists More Modern at the German Jazz Festival 1966                                      | Charles Lloyd (Flöte, Tenorsaxophon) mit Keith Jarrett (Piano), Cecil McBee (Bass) und Jack DeJohnette (Schlagzeug); Liveaufnahme aus dem Volksbildungsheim Frankfurt am Main am 1. Mai 1966; veröffentlicht 2015                                                                                   | Be! Jazz                     |
| 1966     | Charles Lloyd Quartet Featuring Keith Jarrett – Forest Flower                                     | Charles Lloyd (Tenorsaxophon, Flöte) mit Keith Jarrett (Piano, Sopransaxophon), Cecil McBee bzw. Ron McClure (Bass) und Jack DeJohnette (Schlagzeug); Live-Aufnahme aus Oslo am 7. Mai 1966 und Montreux 1967. Nicht autorisierter Bootleg                                                          | Jazz Birdie’s Of Paradise    |
| 1966     | Flowering of the Original Charles Lloyd Quartet: Recorded in Concert                              | Charles Lloyd (Tenorsaxophon, Flöte) mit Keith Jarrett (Piano), Cecil McBee (Bass) und Jack DeJohnette (Schlagzeug); Live-Aufnahme vom Jazz Festival Antibes am 23./24. Juli 1966 (ein Stück, nicht auf dem Album vermerkt) und aus der Aulaen Hall, Oslo, am 29. Oktober 1966; veröffentlicht 1971 | Atlantic                     |
| 1966     | Forest Flower: Charles Lloyd at Monterey                                                          | Charles Lloyd (Tenorsaxophon, Flöte) mit Keith Jarrett (Piano), Cecil McBee (Bass) und Jack DeJohnette (Schlagzeug); teilweise Live-Aufnahme vom Monterey Jazz Festival, Monterey am 18. September 1966, sonst Studioaufnahmen vom 8. September; veröffentlicht Februar 1967                        | Atlantic                     |
| 1966     | In Europe                                                                                         | Charles Lloyd (Tenor- und Sopransaxophon, Flöte) mit Keith Jarrett (Piano), Cecil McBee (Bass) und Jack DeJohnette (Schlagzeug); Live-Aufnahme aus der Aulaen Hall Oslo, 29. Oktober 1966 (keine Überschneidung mit Flowering)                                                                      | Atlantic                     |
| 1966     | Keith Jarrett, Charles Lloyd, Dollar Brand, Michael White I Giganti Del Jazz Vol. 19              | Charles Lloyd (Tenor- und Sopransaxophon, Flöte) mit Keith Jarrett (Piano), Cecil McBee (Bass) und Jack DeJohnette (Schlagzeug); Live-Aufnahme 1966 (nur der Titel Twin Pearls); veröffentlicht 1980 als unautorisierter Bootleg                                                                    | Curcio                       |
| 1967     | Love-In                                                                                           | Charles Lloyd (Tenorsaxophon, Flöte) mit Keith Jarrett (Piano), Ron McClure (Bass) und Jack DeJohnette (Schlagzeug); Live-Aufnahme aus den Fillmore Auditorium, San Francisco, 27. Januar 1967 | Atlantic                     |
| 1967     | Journey Within                                                                                    | Charles Lloyd (Tenorsaxophon, Flöte) mit Keith Jarrett (Piano, Sopransaxophon), Ron McClure (Bass) und Jack DeJohnette (Schlagzeug); Live-Aufnahme aus den Fillmore Auditorium, San Francisco, 27. Januar 1967; veröffentlicht 1968                                                                 | Atlantic                     |
| 1967     | Charles Lloyd in the Soviet Union                                                                 | Charles Lloyd (Tenorsaxophon, Flöte) mit Keith Jarrett (Piano), Ron McClure (Bass) und Jack DeJohnette (Schlagzeug); Live-Aufnahme aus Tallinn, 14. Mai 1967 | Atlantic                     |
| 1967     | Charles Lloyd Quartet In Concert – Parigi, 1967                                                   | Charles Lloyd (Tenorsaxophon, Flöte) mit Keith Jarrett (Piano, Sopransaxophon), Ron McClure (Bass) und Jack DeJohnette (Schlagzeug); Live-Aufnahme aus Paris am 11. Juni 1967. Unautorisierter Bootleg                                                                                              | Editoriale Pantheon          |
| 1967     | Charles Lloyd Quartet Swiss Radio Days Jazz Series Vol. 46: Montreux Jazz Festival, June 18, 1967 | Charles Lloyd (Tenorsaxophon, Flöte) mit Keith Jarrett (Piano), Ron McClure (Bass) und Jack DeJohnette (Schlagzeug); Live-Aufnahme vom Montreux Jazz Festival vom 18. Juni 1967. | TCB Records                  |
| 1967     | Various Artists 1967 4th International Jazz Festival                                              | Charles Lloyd (Tenorsaxophon, Flöte) mit Keith Jarrett (Piano), Ron McClure (Bass) und Jack DeJohnette (Schlagzeug); Live-Aufnahme vom International Jazz Festival, Prag, 22. Oktober 1967. Unautorisierter Bootleg                                                                                 | Supraphon (Tschechoslowakei) |
| 1967     | Various Artists Jazz Jamboree ’67                                                                 | Charles Lloyd (Tenorsaxophon, Flöte) mit Keith Jarrett (Sopransaxophon), Ron McClure (Bass) und Jack DeJohnette (Schlagzeug); Live-Aufnahme vom Jazz Jamboree, Warschau, Oktober 1967. Unautorisierter Bootleg                                                                                      | Muza                         |
| 1968     | Soundtrack                                                                                        | Charles Lloyd (Tenorsaxophon, Flöte) mit Keith Jarrett (Piano), Ron McClure (Bass) und Jack DeJohnette (Schlagzeug), Studioaufnahme, 15. November 1968; veröffentlicht Januar 1969 | Atlantic                     |

##### Miles Davis
| Aufnahme | Titel | Anmerkungen | Musiklabel             |
| -------- | --- | --- | ---------------------- |
| 1970     | The Columbia Years: 1955–1985                                                                            | Größtenteils eine Sammlung bereits früher veröffentlichter Aufnahmen von Miles Davis; veröffentlicht 1988. Keith Jarrett ist nur auf den Titeln Honky Tonk am Keyboard (19. Mai 1970) und Sivad am Piano (19. Dezember 1970) zu hören | Columbia               |
| 1970     | Directions                                                                                               | Bisher nicht verfügbare Aufnahmen aus den Jahren 1960–1970; veröffentlicht 1981. Keith Jarrett (elektrisches Piano) ist nur bei dem Titel Konda (21. Mai 1970) zu hören zusammen mit Miles Davis (Trompete), John McLaughlin (E-Gitarre) und Airto Moreira (Percussion) | Columbia               |
| 1970     | Miles Davis at Fillmore                                                                                  | Miles Davis (Trompete), Steve Grossman (Sopransaxophon), Chick Corea (E-Piano), Keith Jarrett (E-Orgel), Dave Holland (Bass), Jack DeJohnette (Schlagzeug) und Airto Moreira (Percussion, Cuica); Live-Aufnahmen aus dem Fillmore East, New York, 17. – 20. Juni 1970 | Columbia               |
| 1970     | Tanglewood Live 1970 (3. CD von Bitches Brew 40th Anniversary Collector’s Edition)                       | Miles Davis (Trompete), Gary Bartz (Alt- und Sopransaxophon), Keith Jarrett (Orgel, E-Piano), Chick Corea (E-Piano), Dave Holland (Kontrabass, E-Bass), Jack DeJohnette (Schlagzeug), Airto Moreira (Perkussion); Live-Aufnahme vom Festival The Fillmore at Tanglewood aus Tanglewood, 18. August 1970; veröffentlicht 2010 | Legacy                 |
| 1970     | Various Artists – The First Great Rock Festivals Of The Seventies – Isle of Wight – Atlanta Pop Festival | Miles Davis (Trompete), Gary Bartz (Sopran- und Altsaxophon), Keith Jarrett (Orgel), Chick Corea (E-Piano), Dave Holland (E-Bass), Jack DeJohnette (Schlagzeug), Airto Moreira (Perkussion); Live-Aufnahme vom Festival von der Isle of Wight, 29. August 1970 (Aufnahmen mit anderen Musikern vom Atlanta Pop Festival) | Columbia               |
| 1970     | Live-Evil                                                                                                | Verschiedene Besetzungen mit folgenden Musikern: Miles Davis (Trompete), Gary Bartz (Saxophon), Steve Grossman (Saxophon), Wayne Shorter (Saxophon), John McLaughlin (E-Gitarre), Keith Jarrett (Piano, E-Piano), Hermeto Pascoal (Tasteninstrumente), Herbie Hancock (Tasteninstrumente), Chick Corea (Tasteninstrumente), Joe Zawinul (Tasteninstrumente), Khalil Balakrishna (Sitar), Michael Henderson (Bass), Dave Holland (Bass), Ron Carter (Bass), Jack DeJohnette (Schlagzeug), Billie Cobham (Schlagzeug) und Airto Moreira (Percussion) | Columbia               |
| 1970     | The Cellar Door Sessions 1970                                                                            | Sämtliche Aufnahmen der Live Sessions, aus denen Live-Evil produziert wurde; insgesamt 6 CDs; veröffentlicht 2005. Miles Davis (Electric Trumpet mit Wah-Wah), Gary Bartz (Sopransaxophon, Altsaxophon, Flöte), Keith Jarrett (Fender Rhodes Electric Piano und Fender Contempo Electric Organ), Michael Henderson (E-Bass), Jack DeJohnette (Schlagzeug) und Airto Moreira (Percussion, Cuica auf den CDs 2, 3, 4, 5 und 6). Gastmusiker John McLaughlin (E-Gitarre auf den CDs 5 und 6) | Columbia/Legacy        |
| 1970     | Miles at the Fillmore – Miles Davis 1970: The Bootleg Series Vol. 3                                      | Sämtliche Aufnahmen der Live Sessions aus denen Miles Davis at Fillmore produziert wurde; insgesamt 4 CDs, veröffentlicht 2014. Miles Davies (Trompete), Steve Grossman (Tenorsaxophon, Sopransaxophon), Chick Corea (Fender Rhodes Electric Piano), Keith Jarrett (Orgel, Tamburin; nur auf den Fillmore East Aufnahmen), Dave Holland (E-Bass), Jack DeJohnette (Schlagzeug) und Airto Moreira (Percussion, Flöte, Gesang) | Columbia/Legacy        |
| 1970     | Get Up With It                                                                                           | Verschiedene Besetzungen mit folgenden Musikern: Miles Davis (Trompete), Dave Liebman (Flöte), Reggie Lucas (Gitarre), Dominique Gaumont (Gitarre), Michael Henderson (Bass), Al Foster (Schlagzeug), M´tume (Afrikanische Perkussion), Sonny Fortune (Saxophon, Flöte), Steve Grossman (Saxophon), Keith Jarrett (Piano), Herbie Hancock (Tasteninstrumente), John McLaughlin (Gitarre), Billy Cobham (Schlagzeug), Airto Moreira (Perkussion), Carlos Garnett (Saxophon), Cedric Lawson (Orgel), Khalil Balakrishna (Sitar), Badal Roy (Tabla), John Stubblefield (Saxophon), Pete Cosey (Gitarre), Wally Chambers (Harmonika), Cornell Dupree (Gitarre), Bernard Purdie (Schlagzeug); Keith Jarrett ist nur bei dem Titel Honky Tonk zu hören | Columbia               |
| 1970     | Spanish Key                                                                                              | Miles Davis (Trompete) mit Gary Bartz (Sopran- und Altsaxophon), Chick Corea (E-Piano), Keith Jarrett (E-Piano, Orgel), Dave Holland (E-Bass), Jack DeJohnette (Schlagzeug) und Airto Moreira (Perkussion); Live-Aufnahmen vom Berkshire Music Center in Tanglewood, 18. August 1970. Album enthält auch Aufnahmen aus London ohne Jarrett. | Lunch For Your Ears    |
| 1970     | Fillmore West 10/17/’70                                                                                  | Miles Davis (Trompete) mit Gary Bartz (Sopran- und Altsaxophon), Keith Jarrett (E-Piano, Orgel), Michael Henderson (E-Bass), Jack DeJohnette (Schlagzeug), Airto Moreira (Perkussion) und Jim Riley (Perkussion) | Jazz Masters           |
| 1971     | Lennies on the Turnpike ’71                                                                              | Miles Davis (Trompete) mit Gary Bartz (Sopran- und Altsaxophon), Keith Jarrett (E-Piano, Orgel), Michael Henderson (E-Bass), Jack DeJohnette (Schlagzeug) und Airto Moreira (Perkussion) | Jazz Masters           |
| 1971     | LXXIV. Miles Davis Band – Miles Davis + Keith Jarrett Live                                               | Miles Davis (Trompete) mit Gary Bartz (Sopran- und Altsaxophon), Keith Jarrett (E-Piano, Orgel), Michael Henderson (E-Bass), Leon Ndugu Chancler (Schlagzeug), Don Alias (Perkussion) und James Mtume (Perkussion); Live-Aufnahme aus dem Conservatorio Giuseppe Verdi, Mailand am 21. Oktober 1971 | The Golden Age of Jazz |
| 1971     | Neue Stadthalle, Switzerland 10/22/’71                                                                   | Miles Davis (Trompete) mit Gary Bartz (Sopran- und Altsaxophon), Keith Jarrett (E-Piano, Orgel), Michael Henderson (E-Bass), Leon Ndugu Chancler (Schlagzeug), Don Alias (Perkussion) und James Mtume (Perkussion); Live-Aufnahme aus der Neue Stadthalle, Dietikon am 22. Oktober 1971 | Jazz Masters           |
| 1971     | Another Bitches Brew                                                                                     | Miles Davis (Trompete) mit Gary Bartz (Sopran- und Altsaxophon), Keith Jarrett (E-Piano, Orgel), Michael Henderson (E-Bass), Leon Ndugu Chancler (Schlagzeug), Don Alias (Perkussion) und James Mtume (Perkussion); Live-Aufnahme aus Belgrad am 3. November 1971 | Jazz Door              |
| 1971     | Two Miles Live                                                                                           | Miles Davis (Trompete) mit Gary Bartz (Sopran- und Altsaxophon), Keith Jarrett (E-Piano, Orgel), Michael Henderson (E-Bass), Leon Ndugu Chancler (Schlagzeug), Don Alias (Perkussion) und James Mtume (Perkussion); Live-Aufnahme aus dem Wiener Konzerthaus, Wien am 5. November 1971 | Discurios              |
| 1971     | Berlin and Beyond                                                                                        | Miles Davis (Trompete) mit Gary Bartz (Sopran- und Altsaxophon), Keith Jarrett (E-Piano, Orgel), Michael Henderson (E-Bass), Leon Ndugu Chancler (Schlagzeug), Don Alias (Perkussion) und James Mtume (Perkussion); Live-Aufnahme aus der Philharmonie, Berlin am 6. November 1971 | Lunch For Your Ears    |
| 1971     | Miles Davis in Sweden 1971                                                                               | Miles Davis (Trompete) mit Gary Bartz (Sopran- und Altsaxophon), Keith Jarrett (E-Piano, Orgel), Michael Henderson (E-Bass), Leon Ndugu Chancler (Schlagzeug), Don Alias (Perkussion) und James Mtume (Perkussion); Live-Aufnahme aus der Universitetets Aula, Uppsala am 7. November 1971 | Miles MD               |
| 1971     | Hooray for Miles Davis, Vol. 3                                                                           | Miles Davis (Trompete) mit Gary Bartz (Sopran- und Altsaxophon), Keith Jarrett (E-Piano, Orgel), Michael Henderson (E-Bass), Leon Ndugu Chancler (Schlagzeug), Don Alias (Perkussion) und James Mtume (Perkussion); Live-Aufnahme aus der Philharmonic Hall, Lincoln Center, New York City am 26. November 1971 | Session                |

##### Bob Moses
| Aufnahme | Titel       | Anmerkungen | Musiklabel    |
| -------- | ----------- | --- | ------------- |
| 1968     | Love Animal | Bob Moses mit Jim Pepper (Tenorsaxophon) Larry Coryell (Gitarre, Gesang, Bass) Keith Jarrett (Piano, Sopransaxophon), Steve Swallow (Bass); Keith Jarrett ist nur bei drei Titeln zu hören; das Album wurde erst 2003 veröffentlicht | Mozown/Amulet |

##### Barbara & Ernie
| Aufnahme | Titel        | Anmerkungen | Musiklabel |
| -------- | ------------ | --- | ---------- |
| 1970     | Prelude to … | Barbara Massey (Gesang, Piano, E-Piano, Autoharp), Ernie Calabria (Gesang, Gitarre) mit Keith Jarrett (Piano), Richard Tee (Orgel), Bill Salter (Bass), Grady Tate (Schlagzeug), Ralph McDonald (Perkussion), Eumir Deodato (Dirigent); Keith Jarrett ist nur beim Titel „Satisfied“ zu hören | Cotillon   |

##### Marion Williams
| Aufnahme | Titel                                   | Anmerkungen | Musiklabel |
| -------- | --------------------------------------- | --- | ---------- |
| 1971     | Standing Here Wondering Which Way to Go | Marion Williams (Gesang), Paul Griffin (Orgel), Keith Jarrett (Piano), Hank Jones (Piano), Joe Zawinul (Piano), Gerry Jemmott (Bass), Andrew White (Bass), David Spinozza (Gitarre), Bernard Purdie (Schlagzeug) und Chor | Atlantic   |

##### Donal Lease
| Aufnahme | Titel       | Anmerkungen | Musiklabel |
| -------- | ----------- | --- | ---------- |
| 1971     | Donal Leace | Donal Lease (Gitarre, Gesang), Keith Jarrett (Piano), Bill Salter (Bass), Ron Carter (Bass), Jerry Jammott (Bass), Grady Tate (Schlagzeug), Ray Lucas (Schlagzeug), Herb Lovell (Schlagzeug), Bill La Vorgna (Schlagzeug), Richie Resniecoff (Gitarre), David Spinozza (Gitarre), Ernie Calabria (Gitarre), Ralph McDonald (Perkussion), Streicher, Holzbläser und Chor; arrangiert von Eumir Deodato, Hintergrundgesang: Roberta Flack | Atlantic   |

##### Lee Konitz
| Aufnahme | Titel                                          | Anmerkungen | Musiklabel       |
| -------- | ---------------------------------------------- | --- | ---------------- |
| 1974     | Lee Konitz / Chet Baker / Keith Jarret Quintet | Lee Konitz (Altsaxophon) mit Chet Baker (Trompete), Keith Jarrett (Piano), Charlie Haden (Bass) und Beaver Harris (Schlagzeug); vermutlich nichtautorisierter Bootleg, mit anderen Aufnahmen auch unter dem Titel Lee Konitz Meets Keith Jarrett, Chet Baker & Bill Evans: Live In Europe | Jazz Connoisseur |

##### Airto Moreira
| Aufnahme | Titel | Anmerkungen | Musiklabel |
| -------- | ----- | --- | ---------- |
| 1972     | Free  | Airto Moreira (Percussion, Gesang), Hubert Laws (Flöte), Joe Farrell (Sopransaxophon, Flöte, Altflöte, Bassflöte, Piccolo), Chick Corea (Piano, Electric Piano), Keith Jarrett (Piano), Nelson Ayres (Elektrisches Piano), George Benson (Gitarre), Jay Berliner (Gitarre), Ron Carter (Bass), Stanley Clarke (E-Bass), Flora Purim (Gesang), Burt Collins (Trompete, Flügelhorn), Mel Davis (Trompete, Flügelhorn), Alan Rubin (Trompete, Flügelhorn), Wayne Andre (Posaune), Garnett Brown (Posaune), Joe Wallace (Posaune) und Don Sebesky (Arrangeur); Jarrett ist nur auf zwei Titeln beteiligt. | CTI        |

##### Freddie Hubbard
| Aufnahme | Titel    | Anmerkungen | Musiklabel |
| -------- | -------- | --- | ---------- |
| 1972     | Sky Dive | Freddi Hubbard (Trompete) mit Alan Rubin (Trompete, Flügelhorn), Marvin Stamm (Trompete, Flügelhorn), Wayne Andre (Posaune), Garnett Brown (Posaune), Paul Faulise (Bassposaune), Tony Price (Tuba), Hubert Laws (Flöte, Altflöte, Baßflöte), Phil Bodner (Flöte, Altflöte, Bassklarinette, Piccolo), George Marge (Altklarinette, Bassklarinette), Wally Kane (Bassklarinette, Piccolo), Romeo Penque (Flöte, Altflöte, Klarinette, Oboe, Englischhorn), Keith Jarrett (Piano, Electric Piano), George Benson (Gitarre), Ron Carter (Bass), Billy Cobham (Schlagzeug), Ray Barretto (Perkussion), Airto Moreira (Percussion) und Don Sebesky (Arrangeur, Dirigent) | CTI        |

##### Paul Motian
| Aufnahme | Titel             | Anmerkungen | Musiklabel |
| -------- | ----------------- | --- | ---------- |
| 1972     | Conception Vessel | Paul Motian (Schlagzeug, Perkussion) mit Keith Jarrett (Piano, Flöte), Sam Brown (Gitarre), Leroy Jenkins (Violine), Becky Friend (Flöte) und Charlie Haden (Bass); Jarrett ist nur bei zwei Titeln beteiligt | ECM        |

##### Kenny Wheeler
| Aufnahme | Titel    | Anmerkungen                                                                                                | Musiklabel |
| -------- | -------- | --- | ---------- |
| 1975     | Gnu High | Kenny Wheeler (Flügelhorn) mit Keith Jarrett (Piano), Dave Holland (Bass) und Jack DeJohnette (Schlagzeug) | ECM        |

##### Charlie Haden
| Aufnahme | Titel     | Anmerkungen | Musiklabel |
| -------- | --------- | --- | ---------- |
| 1976     | Closeness | Duoalbum von Charlie Haden (Bass) mit Keith Jarrett (Piano) auf Track 1, mit Ornette Coleman (Altsaxophon) auf Track 2, Alice Coltrane (Harfe) auf Track 3 und Paul Motian (Percussion) auf Track 4 | Horizon    |

##### Gary Peacock
| Aufnahme | Titel            | Anmerkungen                                                                    | Musiklabel |
| -------- | ---------------- | ------------------------------------------------------------------------------ | ---------- |
| 1977     | Tales of Another | Gary Peacock (Bass) mit Keith Jarrett (Piano) und Jack DeJohnette (Schlagzeug) | ECM        |

##### Scott Jarrett
| Aufnahme | Titel                   | Anmerkungen | Musiklabel |
| -------- | ----------------------- | --- | ---------- |
| 1980     | Without Rhyme or Reason | Scott Jarrett (Gesang, Akustikgitarre), Dave Grusin (Piano, Perkussion, Synthesizer), Keith Jarrett (Piano), Marcus Miller (E-Bass), Chris Parker (Schlagzeug), Buddy Williams (Schlagzeug), Ralph MacDonald (Perkussion), Toots Thielemans (Harmonika), Eddie Gomez (Bass), Larry Rosen (Perkussion); Keith Jarrett als Sideman seines jüngeren Bruders Scott Jarrett (nur auf 2 Stücken im Trio mit Gomez) | GRP        |

#### Singles & EPs
| Aufnahme | Titel                                                                      | Anmerkungen | Musiklabel        |
| -------- | -------------------------------------------------------------------------- | --- | ----------------- |
| 1968     | My Back Pages / Lay Lady Lay                                               | Keith Jarrett (Piano, Sopransaxophon, Flöte) mit Charlie Haden (Bass) und Paul Motian (Schlagzeug); Live-Aufnahme aus Shelly’s Manne-Hole, Hollywood | Vortex (Atlantic) |
| 1971     | All I Want                                                                 | Keith Jarrett und Paul Motian interpretieren den Titel „All I Want“ von Joni Mitchell und eine Eigenkomposition von Keith Jarrett                    | Atlantic          |
| 1974     | Treasure Island / Sister Fortune                                           | zwei Titel aus dem Album Treasure Island | Impulse!          |
| 1975     | You’re Fortunate / Sioux City Sue New                                      | enthält die Titel „You’re Fortunate“ und „Sioux City Sue New“                                                                                        | Vortex (Atlantic) |
| 1975     | Encore From The Köln Concert (Excerpt)                                     | Auszüge aus The Köln Concert | ECM               |
| 1975     | Keith Jarrett / Mahavishnu Orchestra – Common Mama / Can’t Stand Your Funk | enthält den Titel „Common Mama“ von Keith Jarrett und „Can’t Stand Your Funk“ vom Mahavishnu Orchestra                                               | CBS               |
| 1978     | My Song                                                                    | Zwei Titel vom Album „My Song“ mit dem europäischen Quartett                                                                                         | ECM               |
| 1982     | Heartland / Mon Coeur Est Rouge                                            | Zwei Titel vom ECM Album „Concerts“ mit Soloimprovisationen                                                                                          | ECM               |
| 1983     | God Bless The Child                                                        | Titel „God Bless The Child“ in Mono und Stero | ECM               |
| 1983     | God Bless The Child (Edit)                                                 | Titel „God Bless The Child“ und „The Masquerade Is Over“                                                                                             | ECM               |
| 1984     | Flying                                                                     | Titel „Flying Part 1“, „Flying Part 2“ und „Prism“                                                                                                   | ECM               |
| 1996     | Inédits Salle Pleyel Paris 1992                                            | Titel „Over The Rainbow“ und „C The Blues“ | ECM               |
| 1999     | I Love You, Porgy                                                          | Der Titel „I Love You, Porgy“ aus dem Album „The Melody At Night, With You“; veröffentlicht Oktober 1999                                             | ECM               |
| 2015     | Two Encores                                                                | Titel „Over The Rainbow“ und „C The Blues“ | ECM               |

Quelle:

#### Kompilationen
| Aufnahme  | Titel                                                                        | Anmerkungen | Musiklabel                       |
| --------- | ---------------------------------------------------------------------------- | --- | -------------------------------- |
| Unbekannt | Keith Jarrett                                                                | 3-LP Box-Set mit den Alben Life Between The Exit Signs, Restoration Ruin und weiteren Einzeltiteln | Atlantic                         |
| 1967      | Chick Corea – Herbie Hancock – Keith Jarrett – McCoy Tyner                   | Keith Jarrett (Piano), Chick Corea (Piano), Herbie Hancock (Piano) und MyCoy Tyner (Piano); je eigene Titel der vier Jazzpianisten | Atlantic                         |
| 1978      | Best of Keith Jarrett                                                        | Aufgenommen live im Village Vanguard, New York und im Generation Sound, New York – alles Veröffentlichungen von verschiedenen frühen Alben von Impulse! | Impulse!                         |
| 1978      | Keith Jarrett / McCoy Tyner – Masters Of The Piano                           | 3 Titel von Keith Jarrett, 4 von MyCoy Tyler | At Ease                          |
| 1980      | I Grandi del Jazz                                                            | 6 Titel | Fabbri Editori                   |
| 1980      | Keith Jarrett, Charles Lloyd, Dollar Brand, Frank Wright – Europa Jazz       | Keith Jarrett ist auf dem Titel „Twin Pearls“ des Charles Lloyd Quartetts zu hören | Europa Jazz                      |
| 1981      | Great Moments with Keith Jarrett                                             | 11 Titel | Impulse!                         |
| 1985      | Keith Jarrett: Works                                                         | Kompilation von Aufnahmen Keith Jarretts für das ECM Musiklabel aus den Jahren 1971–1980; enthält auch den 2. Satz seines Streichquartetts aus In the Light | ECM                              |
| 1986      | Coleman, Hancock, Jarrett, Corea – Contemporary Currents                     | 1 Titel der „Keith Jarrett Group“ | The Franklin Mint Record Society |
| 1991      | Keith Jarrett                                                                | 8 Titel des amerikanischen Quartetts; vermutlich nicht-autorisierter Bootleg | Armando Curcio Editore           |
| 1992      | Silence                                                                      | CD Kompilation der Alben Byablue und Bop-Be mit drei Titeln, die auf der jeweiligen Alben nicht veröffentlicht wurden | GRP                              |
| 1994      | Gary Burton & Keith Jarrett / Gary Burton: Throb                             | Kompilation der beiden Alben „Gary Burton & Keith Jarrett“ und „Gary Burton: Throb“ | Rhino Records                    |
| 1994      | Foundations: The Keith Jarrett Anthology                                     | 2-CD Kompilation früher Werke, von den Jazz Messengers und Charles Lloyd über Smoke Gets in Your Eyes (in der Formation von Bob Moses) bis zum Trio mit Charlie Haden und Paul Motion | Rhino/Atlantic                   |
| 1996      | Mysteries: The Impulse Years 1975–1976                                       | Amerikanisches Quartett: Keith Jarrett (Piano, Flöte, Perkussion) mit Dewey Redman (Tenorsaxophon, Maracas, Tamburin, Musette), Charlie Haden (Bass) und Paul Motian (Schlagzeug, Perkussion) sowie Guilherme Franco (Perkussion); 4-CD Kompilation der Alben Shades, Mysteries, Byablue und Bop-Be mit Outtakes | Impulse!                         |
| 1996      | Le virtuose du piano                                                         | CD Kompilation früher Werke (1966–1971), von Charles Lloyd, Gary Burton bis zum Trio mit Charlie Haden und Paul Motian | Warner Music France              |
| 1997      | The Impulse Years: 1973–1974                                                 | 5-CD Kompilation der Alben Fort Yawuh, Treasure Island, Death and The Flower und Back Hand, mit Outtakes | Impulse!                         |
| 1998      | Priceless Jazz                                                               | 7 Titel | GRP                              |
| 1999      | El Juicio (The Judgement) / Life Between The Exit Signs                      | Kompilation der beiden genannten Alben | Collectables                     |
| 1999      | Keith Jarrett / The Art Ensemble of Chicago – Restoration Ruin / Bap-Tizum   | Kompilation der beiden genannten Alben | Collectables                     |
| 2002      | rarum I: Selected Recordings                                                 | 2-CD Kompilation zusammengestellt von Keith Jarrett aus seinem ECM-Katalog | ECM                              |
| 2004      | Keith Jarrett CD 1                                                           | Kompilation der Alben „Somewhere Before“, „Facing You“, „In The Light“, „Keith Jarrett / Jan Garbarek – Luminessence“, „Death and the Flower“, „The Koln Concert“, „Arbour Zena“, „My Song“ und „Eyes Of The Heart“                                                                                              | RMG Records                      |
| 2004      | Keith Jarrett CD 2                                                           | Kompilation der Alben „Sacred Hymns“, „Invocations“, „Concerts“, „Changes“, „Still Live“, „Paris Concert“, „Book Of Ways“ und „Vienna Concert“ | RMG Records                      |
| 2006      | Keith Jarrett: The Impulse Story                                             | CD Kompilation mit den Aufnahmen von Keith Jarrett bei Impulse! aus den Jahren 1973–1976 | Impulse!                         |
| 2008      | Setting Standards: New York Sessions                                         | 3-CD Kompilation der Alben Standards Vol. 1, Standards Vol. 2 und Changes | ECM                              |
| 2008      | Somewhere Before: The Keith Jarrett Anthology (The Atlantic Years 1968–1975) | insgesamt 22 Titel | Rhino                            |
| 2009      | Fort Yawuh / Death and The Flower                                            | 2-CD Kompilation der Alben Fort Yawuh und Death and The Flower | Beat Goes On Records             |
| 2011      | Mysteries / Shades                                                           | 2-CD Kompilation der Alben Mysteries und Shades | Beat Goes On Records             |
| 2015      | Death and The Flower / Backhand                                              | Kompilation der beiden genannten Alben | Impulse!                         |
| 2015      | Original Album Series                                                        | Kompilation der Alben „Life Between The Exit Signs“, „Restoration Ruin“, „Somewhere Before“, „The Mourning Of A Star“ und „El Juicio (The Judgement)“ | Rhino                            |
| 2015      | Fort Yawuh / Treasure Island                                                 | Kompilation der beiden genannten Alben | Impulse!                         |
| Unbekannt | Attack + Release (Keith Jarrett Special)                                     | 4 Titel | ECM                              |

### Klassik

#### Eigene zeitgenössische Werke
| Aufnahme | Titel              | Anmerkungen | Musiklabel |
| -------- | ------------------ | --- | ---------- |
| 1973     | In the Light       | Keith Jarrett (Komponist, Piano, Gong, Perkussion) mit Willi Freivogel (Flöte), Ralph Towner (Gitarre), dem American Brass Quintet, dem Fritz Sonnleitner Quartett und Streichern des Südfunk-Sinfonieorchesters unter Dirigent Mladen Gutesha | ECM        |
| 1973     | Works              | Das Fritz Sonnleitner Quartett: Gunter Klein (Violine), Fritz Sonnleitner (Violine), Siegfried Meinecke (Viola) und Fritz Kiskalt (Cello): 2. Satz aus dem Streichquartett                                                                     | ECM        |
| 1975     | Arbour Zena        | Keith Jarrett (Piano) mit Jan Garbarek (Tenor- und Sopransaxophon), Charlie Haden (Bass) und dem Stuttgart Radio Sinfonie Orchester Stuttgart unter der Leitung von Mladen Gutesha spielen Werke des Komponisten Keith Jarrett                 | ECM        |
| 1980     | The Celestial Hawk | Keith Jarrett (Komponist, Piano) mit dem Syracuse Symphony Orchestra unter Leitung von Christopher Keene | ECM        |
| 1993     | Bridge of Light    | Keith Jarrett (Piano, Komponist) mit Marcia Butler (Oboe), Michelle Makarski (Violine), Patricia McCarty (Bratsche) und The Fairfield Orchestra unter Leitung von Thomas Crawford                                                              | ECM        |

Einspielungen von Werken Jarretts ohne eigene Beteiligung als Interpret
| Aufnahme | Titel        | Anmerkungen | Musiklabel |
| -------- | ------------ | --- | ---------- |
| 1974     | Luminessence | Jan Garbarek (Tenor- und Sopransaxophon) und Streicher des Südfunk-Sinfonieorchersters Stuttgart unter der Leitung von Mladen Gutesha spielen Werke des Komponisten Keith Jarrett | ECM        |
| 1977     | Ritual       | Dennis Russell Davies (Piano) interpretiert Werke des Komponisten Keith Jarrett                                                                                                   | ECM        |

#### Werke klassischer oder zeitgenössischer Komponisten
| Aufnahme                                                                         | Titel | Anmerkungen | Musiklabel    |
| -------------------------------------------------------------------------------- | --- | --- | ------------- |
| 1980                                                                             | Sacred Hymns of G. I. Gurdjieff | Keith Jarrett (Klavier) | ECM           |
| 1983                                                                             | Arvo Pärt: Tabula Rasa | Duo Keith Jarrett (Klavier) mit Gidon Kremer (Violine), mit dem Titel Fratres | ECM           |
| 1984/85                                                                          | Barber/Bartók/Jarrett – Samuel Barber: Klavierkonzert op. 38; Béla Bartók: Klavierkonzert Nr. 3; Keith Jarrett: Nothing but a Dream (Improvisation als Zugabe des Konzerts in Tokio) | Keith Jarrett (Klavier) und Rundfunk-Sinfonieorchester Saarbrücken unter der Leitung von Dennis Russell Davies (Barber, Konzert 1984 in Saarbrücken) bzw. Keith Jarrett (Klavier) und New Japan Philharmonic unter der Leitung von Kazuyoshi Akiyama (Bartók, Konzert 1985 in Tokio); veröffentlicht 2015 | ECM           |
| 1986                                                                             | Lou Harrison: Klavierkonzert; Suite für Violine, Klavier und kleines Orchester | Keith Jarrett (Klavier) und New Japan Philharmonic dirigiert von Naoto Otomo (Klavierkonzert); Keith Jarrett (Klavier), Lucy Stoltzman (Violine), Instrumentalensemble unter der Leitung von Robert Hughes (Suite)                                                                                        | New World     |
| 1987                                                                             | J. S. Bach: Das Wohltemperierte Klavier, Buch I, BWV 846-869 | Keith Jarrett (Klavier) | ECM           |
| 1989                                                                             | Alan Hovhaness: Lousadzek for Piano and Orchestra | Keith Jarrett (Klavier) mit dem American Composer’s Orchestra dirigiert von Dennis Russell Davies | Nimbus        |
| 1989                                                                             | J. S. Bach: Goldberg-Variationen BWV 870-893 | Keith Jarrett (Cembalo) | ECM           |
| 1990                                                                             | J. S. Bach: Das Wohltemperierte Klavier, Buch II, BWV 870-893 | Keith Jarrett (Cembalo) | ECM           |
| 1990                                                                             | G. F. Händel: Blockflötensonaten | Keith Jarrett (Cembalo) mit Michala Petri (Blockflöte) | RCA           |
| 1991                                                                             | J. S. Bach: Die Französischen Suiten BWV 812-817 | Keith Jarrett (Cembalo); veröffentlicht 1993 | ECM           |
| 1991                                                                             | J. S. Bach: 3 Sonaten für Viola da Gamba und Cembalo BWV 1027–1029 | Keith Jarrett (Cembalo) mit Kim Kashkashian (Viola); veröffentlicht 1994 | ECM           |
| 1991                                                                             | Dimitri Schostakowitsch: 24 Präludien und Fugen op. 87 | Keith Jarrett (Klavier) | ECM           |
| 1992                                                                             | J. S. Bach: 3 Sonaten für Blockflöte mit obligatem Cembalo, 3 Sonaten für Blockflöte und Basso Continuo                                                                              | Keith Jarrett (Cembalo) mit Michala Petri (Blockflöte) | RCA           |
| 1992                                                                             | Lou Harrison: Seven Pastorales / Peggy Glanville-Hicks: Etruscan Concerto / Terry Riley: June Buddhas (from Mexico City Blues)                                                       | Brooklyn Philharmonic Orchestra dirigiert von Dennis Russell Davies; Jarrett spielt den Solopart im Etruscan Concerto von Glanville-Hicks | Music Masters |
| 1993                                                                             | | |               |
| G. F. Händel: Suiten für Tasteninstrumente HWV 426, 427, 429, 433, 440, 447, 452 | Keith Jarrett (Klavier) | ECM |               |
| 1994                                                                             | W. A. Mozart: Klavierkonzerte KV 467, 488, 595; Maurerische Trauermusik KV 477; Symphonie in g-Moll KV 550                                                                           | Keith Jarrett (Klavier) mit dem Stuttgarter Kammerorchester dirigiert von Dennis Russell Davies | ECM           |
| 1994                                                                             | Carl Philipp Emanuel Bach: [Cembalosonaten Wq. 49 Nr. 1-6, „Württembergische“] | Keith Jarrett (Klavier); veröffentlicht 2023 | ECM           |
| 1996                                                                             | W. A. Mozart: Klavierkonzerte KV 271, 453, 466; Adagio und Fuge KV 546 | Keith Jarrett (Klavier) mit dem Stuttgarter Kammerorchester dirigiert von Dennis Russell Davies | ECM           |
| 2010                                                                             | J. S. Bach: Sechs Sonaten für Violine und obligates Cembalo, BWV 1014–1019 | Keith Jarrett (Klavier) mit Michelle Makarski (Violine); veröffentlicht 2013 | ECM           |
| 2019                                                                             | J. S. Bach: The Well-Tempered Clavier Book 1 Concert Recording | Keith Jarrett (Klavier) | ECM           |

## Filmografie

### Musikvideos
| Aufnahme | Titel | Anmerkungen | Musiklabel          |
| -------- | --- | --- | ------------------- |
| 1968     | Directions                                                                                               | Keith Jarrett als Sideman; Studioaufnahme unter der Leitung von Charles Lloyd aus dem Jahr 1968; Isle of Wight Konzert unter Leitung von Miles Davis aus dem Jahr 1970; Turin Konzert unter der Leitung von Miles Davis aus dem Jahr 1971; verfügbar in NTSC und PAL; veröffentlicht 2008                                                                 | Osmosis             |
| 1970     | Miles Electric – a different kind of blue                                                                | Keith Jarrett als Sideman von Miles Davis; Live-Aufnahme vom Isle of Wight Festival 1970; veröffentlicht 2004 | Eagle Vision        |
| 1970     | Keith Jarrett – Love Ship                                                                                | Keith Jarrett (Piano) mit Chick Corea (Piano), Miles Davis (Trompete), Gary Bartz (Altsaxophon), Charles Lloyd (Tenorsaxophon), Dave Holland (Bass), Ron McClure (Bass), Jack DeJohnette (Schlagzeug), Airto Moreira (Perkussion); Live-Aufnahmen San Francisco, 18. Juni 1968 und Isle of Wight, 29. August 1970; veröffentlicht 2008                    | Salt Peanuts        |
| 1972     | Keith Jarrett Trio – Live in Hamburg 1972                                                                | Keith Jarrett (Klavier, Flöte, Perkussion, Sopransaxophon) mit Charlie Haden (Bass) und Paul Motian (Schlagzeug); Live-Aufnahme aus dem Funkhaus Hamburg, 14. Juni 1972; veröffentlicht 2009 | Jazz Lips           |
| 1977     | Vermont Solo                                                                                             | Solo Piano; Live-Aufnahme aus Vermont, 26. August 1977 | Videoarts           |
| 1984     | Last Solo                                                                                                | Solo Piano; Live-Aufnahme aus der Gotanda U-Port Kan'i Hoken Hall, Tokio am 25. Januar 1984; DVD Ausgabe nur im NTSC Format; veröffentlicht 2005 | Image Entertainment |
| 1985     | Keith Jarrett / Gary Peacock / Jack DeJohnette – Standards                                               | Keith Jarrett (Piano) mit Gary Peacock (Bass) und Jack DeJohnette (Schlagzeug); Live-Aufnahme aus der Koseinenkin Hall, Tokio am 15. Februar 1985; veröffentlicht 2001 | Videoarts           |
| 1985     | Keith Jarrett/Richard Stoltzman/Eddie Gomez/Chick Corea/New Japan Philharmonic – Tokyo Music Joy '85-'87 | Keith Jarrett (Piano) mit den New Japan Philharmonic unter Leitung von Yoshikazu Tanaka; Live-Aufnahme aus der Gotanda U-Port Kan'i Hoken Hall, Tokio im Januar 1985 | Videoarts           |
| 1986     | Keith Jarrett / Gary Peacock / Jack DeJohnette – Standards II                                            | Keith Jarrett (Piano) mit Gary Peacock (Bass) und Jack DeJohnette (Schlagzeug); Live-Aufnahme aus der Hitomi Memorial Hall, Tokio am 26. Oktober 1986; veröffentlicht 2001 | Videoarts           |
| 1986     | Standards I / II                                                                                         | Keith Jarrett (Piano), Gary Peacock (Bass), Jack DeJohnette (Schlagzeug); Live-Aufnahme aus der Koseinenkin Hall, Tokio am 15. Februar 1985 und der Hitomi Memorial Hall, Tokio am 26. Oktober 1986; Wiederveröffentlichung der Standards Trio-Konzerte im Jahre 2008, ursprünglich je einzeln veröffentlicht als Standards I und Standards II            | ECM                 |
| 1987     | Solo Tribute: Keith Jarrett – The 100th Performance in Japan                                             | Solo Piano; Live-Aufnahme aus der Suntory Hall. Tokio am 14. April 1987; Keith Jarrett (Piano) spielt Jazz Standards; erschien 1987 auf VHS, 2002 auf DVD; DVD-Ausgabe nur im NTSC-Format | Image Entertainment |
| 1993     | Live at Open Theater East 1993                                                                           | Keith Jarrett (Piano) mit Gary Peacock (Bass) und Jack DeJohnette (Schlagzeug); Live-Aufnahme aus dem Open Theater East, Tokio am 25. Juli 1993; veröffentlicht 2005 | Videoarts           |
| 1996     | Keith Jarrett Trio Concert 1996                                                                          | Keith Jarrett (Piano) mit Gary Peacock (Bass) und Jack DeJohnette (Schlagzeug); Live-Aufnahme aus der Bunkamura Orchard Hall, Tokio am 30. März 1996; veröffentlicht 2005 | Videoarts           |
| 1996     | Live in Japan 93 / 96                                                                                    | Keith Jarrett (Piano), Gary Peacock (Bass), Jack DeJohnette (Schlagzeug); Live-Aufnahme aus dem Open Theater East, Tokio am 25. Juli 1993 und der Hitomi Memorial Hall, Tokio am 30. März 1996; Wiederveröffentlichung der Standards Trio-Konzerte im Jahre 2008; ursprünglich separat veröffentlicht als Live at Open Theater East und Trio Concert 1996 | ECM                 |
| 2001     | John Coltrane, Ben Webster, Sonny Rollins, Charles Lloyd With Keith Jarrett – Four Tenors                | Keith Jarrett ist auf drei Titel des Charles Lloyd Quartets zu hören | Idem Home Video     |
| 2002     | Tokyo Solo 2002 – The 150th Concert In Japan                                                             | Solo Piano; Live-Aufnahme aus der „Tokyo Bunka Kaikan“, Tokio am 30. Oktober 2002; veröffentlicht 2006 | ECM                 |
| 2006     | Keith Jarrett Jazz Live Collection                                                                       | Keith Jarrett (Piano), Gary Peacock (Bass), Jack DeJohnette (Schlagzeug); enthält alle 6 DVD, die Image Entertainment von diesem Trio veröffentlicht hat (enthalten sind: Trio Concert 1996 (30.3.1996 in Tokio), Last Solo (Tokio 1984), Standards (Live 1985), Standards II, Live at Open Theater East und Solo Tribute); ca. 2006 veröffentlicht.      | Image Entertainment |
| 2008     | Miles Davis & Keith Jarrett – The 1971 Berlin Concert                                                    | Miles Davis aus der Philharmonie, Berlin am 6. November 1971 und Keith Jarrett vom Umbria Jazz Festival, Perugia am 26. Juli 1974 | Jazz VIP            |
| 2011     | Keith Jarrett spielt im Kölner Opernhaus – BR-Klassik                                                    | Filmausschnitt vom Köln Concert aus der Oper Köln am 24. Januar 1975 | ARD Mediathek       |

### Filmdokumentationen
| Aufnahme | Titel                                                          | Anmerkungen                                                                                                | Musiklabel   |
| -------- | -------------------------------------------------------------- | --- | ------------ |
| 2005     | The Art of Improvisation                                       | Dokumentarfilm über das Keith Jarrett Trio. Interviews mit Keith Jarrett, Gary Peacock und Jack DeJohnette | EuroArts     |
| 2007     | Keith Jarrett – Der amerikanische Jazzpianist im Porträt. 2007 | 30-minütiges Porträt über Keith Jarrett; Buch und Regie: Frank Zervos und Ekkehard Wetzel                  | ZDFdokukanal |

## Chartplatzierungen

### Alben
| Jahr | Titel                                                                                                | Höchstplatzierung, Gesamtwochen, AuszeichnungChartplatzierungen (Jahr, Titel, Platzierungen, Wochen, Auszeichnungen, Anmerkungen) | Höchstplatzierung, Gesamtwochen, AuszeichnungChartplatzierungen (Jahr, Titel, Platzierungen, Wochen, Auszeichnungen, Anmerkungen) | Höchstplatzierung, Gesamtwochen, AuszeichnungChartplatzierungen (Jahr, Titel, Platzierungen, Wochen, Auszeichnungen, Anmerkungen) | Höchstplatzierung, Gesamtwochen, AuszeichnungChartplatzierungen (Jahr, Titel, Platzierungen, Wochen, Auszeichnungen, Anmerkungen) | Anmerkungen                                  |
| Jahr | Titel                                                                                                | DE | AT | CH | US | Anmerkungen                                  |
| ---- | --- | --- | --- | --- | --- | -------------------------------------------- |
| 1975 | El Juicio (the Judgement)                                                                            | — | — | — | US160 (5 Wo.)US |                                              |
| 1975 | The Köln Concert                                                                                     | DE31 (5 Wo.)DE | AT25 (2 Wo.)AT | CH10 (8 Wo.)CH | — | Charteinstieg AT/CH: 2021                    |
| 1976 | Arbour Zena                                                                                          | — | — | — | US179 (3 Wo.)US |                                              |
| 1976 | Mysteries                                                                                            | — | — | — | US184 (2 Wo.)US |                                              |
| 1976 | In the Light                                                                                         | — | — | — | US195 (1 Wo.)US |                                              |
| 1977 | Byablue                                                                                              | — | — | — | US117 (6 Wo.)US |                                              |
| 1977 | Staircase/Hourglass/Sundial/Sand                                                                     | — | — | — | US141 (12 Wo.)US |                                              |
| 1977 | Shades                                                                                               | — | — | — | US174 (4 Wo.)US |                                              |
| 1978 | My Song                                                                                              | — | — | — | US174 (2 Wo.)US |                                              |
| 1997 | La Scala                                                                                             | DE74 (2 Wo.)DE | — | CH27 (7 Wo.)CH | — |                                              |
| 1999 | The Melody at Night, with You                                                                        | DE31 (16 Wo.)DE | — | CH15 (4 Wo.)CH | — |                                              |
| 2004 | The Out-of-Towners                                                                                   | DE88 (1 Wo.)DE | — | — | — | mit Gary Peacock und Jack DeJohnette         |
| 2005 | Radiance                                                                                             | DE62 (4 Wo.)DE | AT47 (4 Wo.)AT | CH42 (6 Wo.)CH | — |                                              |
| 2006 | The Carnegie Hall Concert                                                                            | DE87 (3 Wo.)DE | — | — | — |                                              |
| 2007 | My Foolish Heart – Live at Montreux                                                                  | DE65 (3 Wo.)DE | — | — | — | mit Gary Peacock und Jack DeJohnette         |
| 2009 | Yesterdays                                                                                           | DE88 (2 Wo.)DE | — | — | — | mit Gary Peacock und Jack DeJohnette         |
| 2009 | Paris / London – Testament                                                                           | DE55 (3 Wo.)DE | — | CH58 (3 Wo.)CH | — |                                              |
| 2010 | Jasmine                                                                                              | DE23 (9 Wo.)DE | AT26 (5 Wo.)AT | CH40 (9 Wo.)CH | US75 (2 Wo.)US | mit Charlie Haden                            |
| 2011 | Rio                                                                                                  | DE43 (6 Wo.)DE | AT58 (2 Wo.)AT | CH64 (1 Wo.)CH | — |                                              |
| 2013 | Somewhere                                                                                            | DE62 (1 Wo.)DE | AT62 (1 Wo.)AT | — | US177 (1 Wo.)US | mit Gary Peacock und Jack DeJohnette         |
| 2014 | Last Dance                                                                                           | DE21 Platin (German Jazz Award) · (11 Wo.)DE                                                                                      | AT31 (3 Wo.)AT | CH30 (10 Wo.)CH | US94 (1 Wo.)US | mit Charlie Haden                            |
| 2014 | Hamburg ’72                                                                                          | DE81 (1 Wo.)DE | — | — | — | mit Charlie Haden und Paul Motian            |
| 2015 | Creation                                                                                             | DE26 (2 Wo.)DE | AT50 (1 Wo.)AT | CH39 (3 Wo.)CH | — |                                              |
| 2015 | Samuel Barber: Piano Concerto op. 38 – Béla Bartók: Piano Concerto No. 3 – Keith Jarrett: Tokyo Enco | DE93 (1 Wo.)DE | — | — | — |                                              |
| 2016 | A Multitude of Angels                                                                                | DE49 (3 Wo.)DE | — | CH50 (3 Wo.)CH | — | aufgenommen 1996                             |
| 2018 | After the Fall                                                                                       | DE35 (3 Wo.)DE | AT31 (2 Wo.)AT | CH32 (5 Wo.)CH | — | mit Gary Peacock und Jack DeJohnette         |
| 2018 | La Fenice                                                                                            | DE18 (2 Wo.)DE | AT50 (1 Wo.)AT | CH9 (3 Wo.)CH | — |                                              |
| 2019 | Munich 2016                                                                                          | DE50 (3 Wo.)DE | — | CH45 (3 Wo.)CH | — |                                              |
| 2020 | Budapest Concert                                                                                     | DE16 (8 Wo.)DE | AT45 (1 Wo.)AT | CH11 (13 Wo.)CH | — |                                              |
| 2021 | Sun Bear Concerts                                                                                    | DE94 (1 Wo.)DE | — | — | — | aufgenommen 1976, als LP-Box erschienen 1978 |
| 2022 | Bordeaux Concert                                                                                     | DE49 (1 Wo.)DE | — | CH40 (5 Wo.)CH | — |                                              |
| 2023 | Carl Philipp Emanuel Bach                                                                            | DE73 (2 Wo.)DE | — | CH47 (1 Wo.)CH | — |                                              |
| 2024 | The Old Country                                                                                      | — | — | CH59 (1 Wo.)CH | — | mit Gary Peacock & Paul Motian               |
| 2025 | New Vienna - At The Musikverein, 2016                                                                | — | AT33 (2 Wo.)AT | CH70 (1 Wo.)CH | — |                                              |

grau schraffiert: keine Chartdaten aus diesem Jahr verfügbar

## Statistik

### Chartauswertung
|                     | DE     | AT     | CH     | US     |
| ------------------- | ------ | ------ | ------ | ------ |
| Nummer-eins-Alben   | DE—DE  | AT—AT  | CH—CH  | US—US  |
| Top-10-Alben        | DE—DE  | AT—AT  | CH2CH  | US—US  |
| Alben in den Charts | DE24DE | AT10AT | CH17CH | US11US |

### Auszeichnungen für Musikverkäufe
| Goldene Schallplatte - Frankreich - 1980: für das Album The Köln Concert - Italien - 2019: für das Album The Köln Concert |

Anmerkung: Auszeichnungen in Ländern aus den Charttabellen bzw. Chartboxen sind in ebendiesen zu finden.
| Land/RegionAuszeichnungen für Musikverkäufe (Land/Region, Auszeichnungen, Verkäufe, Quellen) | Gold     | Platin  | Verkäufe | Quellen           |
| -------------------------------------------------------------------------------------------- | -------- | ------- | -------- | ----------------- |
| Deutschland (BVMI)                                                                           | —        | Platin1 | 20.000   | musikindustrie.de |
| Frankreich (SNEP)                                                                            | Gold1    | —       | 100.000  | infodisc.fr       |
| Italien (FIMI)                                                                               | Gold1    | —       | 25.000   | fimi.it           |
| Insgesamt                                                                                    | 2× Gold2 | Platin1 |          |                   |